# Cobos de Cerrato
Cobos de Cerrato – gmina w Hiszpanii, w prowincji Palencia, w Kastylii i León, o powierzchni 46,51 km². W 2011 roku gmina liczyła 159 mieszkańców.